# 사강 (배우)
사강(본명: 홍유진, 1978년 1월 4일 ~ )은 대한민국의 배우이다. 1996년 KBS 드라마 머나먼 나라로 데뷔했고 예명 사강(捨康)은 "편안함(康)을 베푸는(捨) 배우"가 되겠다는 뜻에서 지어졌다.
사강은 2007년 1월 4일 회사원 신세호와 결혼했다. 2012년 11월 11일 은퇴를 선언 했다가
2017년에 tvN 《별거가 별거냐》를 통해 5년만에 방송에 복귀했다.

## 학력
- 안양예술고등학교 연극영화과 졸업 (1993년 ~ 1996년)
- 단국대학교 연극영화학과 학사 졸업 (1996년 ~ 2001년)

## 경력
- 2003년 엘리트 모델 한국선발대회 홍보대사

## 출연작

### 드라마
- 1996년 KBS 《머나먼 나라》 - 지소영 역
- 1997년 KBS 《프로포즈》 - 정세희 역
- 2000년 KBS 《민들레》 - 송희남 역
- 2002년 MBC 《인어 아가씨》 - 진경 역
- 2003년 SBS 《백수탈출》 - 송원희 역
- 2003년 SBS 《왕의 여자》 - 문성군부인 유씨 역
- 2005년 SBS 《꽃보다 여자》 - 진세련 역
- 2006년 MBC 《소울메이트》 - 홍유진 역
- 2006년 MBC 《발칙한 여자들》 - 고상미 역
- 2007년 SBS 《소금인형》 - 차희영 역
- 2007년 MBC 《신 현모양처》 - 남장미 역
- 2008년 KBS 《전설의 고향 - segment 사진검의 저주》 - 무령 역
- 2008년 MBC 《우리들의 해피엔딩》
- 2011년 채널A 《천상의 화원 곰배령》 - 주홍 역
- 2019년 MBC 《봄이 오나 봄》 - 사장 역
- 2019년 tvN 《사이코메트리 그녀석》 - 홍수연 역
- 2020년 JTBC 《우아한 친구들》 - 도도해 역
- 2024년 ENA 《나미브》 - 강주현 역

### 영화
- 2002년 《연애소설》 - 민영 역(우정출연)
- 2006년 《굿 럭》 - 닥터 J 역
- 2008년 《가루지기》 - 고관 첩 역(우정출연)

### 예능
- 2005년 《일요일이 좋다 반전드라마》
- 2015년 《오! 마이 베이비》
- 2017년 《별거가 별거냐》

### 광고
- 2007년 대우일렉트로닉스 클라쎄 시보 / 행복한 출발이다 클라쎄로 했다 (최정원과 함께)
- 2020년 (주) 평화발렌키 (이주현과 함께)